# Хотендорф
Хотендорф (њем. Hottendorf) општина је у њемачкој савезној држави Саксонија-Анхалт. Једно је од 40 општинских средишта округа Алтмарк Салцведел. Према процјени из 2010. у општини је живјело 270 становника. Посједује регионалну шифру (AGS) 15081170.

## Географски и демографски подаци
Хотендорф се налази у савезној држави Саксонија-Анхалт у округу Алтмарк Салцведел. Општина се налази на надморској висини од 83 метра. Површина општине износи 14,7 km². У самом мјесту је, према процјени из 2010. године, живјело 270 становника. Просјечна густина становништва износи 18 становника/km².